# Naked (album Marques Houston)
Naked è il secondo album di Marques Houston, pubblicato dall'etichetta discografica Interscope Records il 24 maggio 2005.

## Tracce
1. "All Because of You" (featuring Young Rome) – 3:32
2. "Sex Wit You" – 4:38
3. "Marriage" – 4:14
4. "12 O'Clock" (featuring Joe Budden) – 3:54
5. "Naked" – 4:26
6. "Do You Mind" – 4:14
7. "Cheat" – 3:57
8. "I Wasn't Ready" (featuring Rufus Blaq) – 3:55
9. "Something Else" – 3:08
10. "I Like It" (featuring Dame) – 3:53
11. "Everything" – 4:47